# Tavolato
     Scudo
     Tavolato
     Orogene
     Bacino
     Grande provincia ignea
     crosta estesa
     0–20 Ma
     20–65 Ma
     >65 Ma

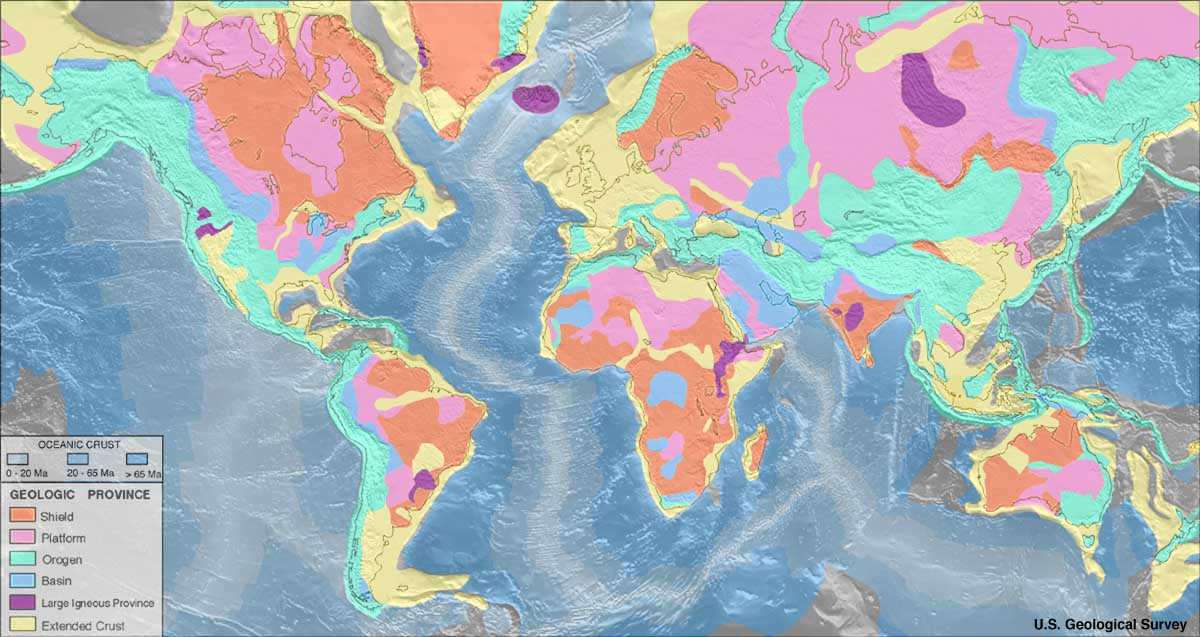
Mappa delle Province geologiche:
Crosta continentale
Scudo
Tavolato
Orogene
Bacino
Grande provincia ignea
crosta estesa
Crosta oceanica (secondo l'età)
0–20 Ma
20–65 Ma
>65 Ma

In geologia, un tavolato o piattaforma è una zona coperta principalmente da rocce sedimentarie in strati relativamente piatti o leggermente inclinati che si sovrappongono ad un basamento di rocce magmatiche o precedentemente metamorfosate. I tavolati, gli scudi e le rocce del basamento insieme costituiscono i cratoni.